# Joao Grimaldo
Joao Alberto Grimaldo Ubidia (* 20. Februar 2003 in Lima) ist ein peruanischer Fußballspieler.

## Vereinskarriere
Am 28. November 2020, dem 17. Spieltag der nationalen Meisterschaft, lief er erstmals für die Mannschaft von Sporting Cristal auf.

## Erfolge
Sporting Cristal
- Primera División: 2020